# 500 гривень
500 гривень — номінал банкнот України, що випускається в обіг Національного банку України (НБУ) з 2006 року. До введення 2019 року купюри номіналом 1000 гривень — 500 гривень були найбільшим номіналом. Крім цього, випущені пам'ятні та ювілейні монети цього номіналу. Також цей номінал між 1918—1920 роками випускала УНР. 

## Історія

### Банкноти УНР
Після проголошення Української Народної Республіки (УНР) третім універсалом Центральної Ради у листопаді 1917 року почалася активна розробка власної валюти. Створенням своєї фінансової системи і грошових знаків, як ще одного чинника державотворення, опікувався Генеральний секретаріат фінансів та промисловості на чолі з Михайлом Туган-Барановським. 1 січня 1918 року Центральна Рада ухвалила «Тимчасовий закон про випуск державних кредитових білетів УНР». Першими українськими грошима стали банкноти «100 карбованців», оформлені художником-графіком Георгієм Нарбутом. Після проголошення самостійності УНР та з огляду на часті випадки фальшування нової купюри (яка робилася зі звичайного паперу, не мала захисних водяних знаків; окрім того більшовики, тікаючи з Києва, викрали і вивезли до Москви кліше грошового білета), Центральна Рада 1 березня 1918 року ухвалила закон «Про грошову одиницю, биття монети та друк кредитових державних білетів». Запроваджувалася нова грошова одиниця — гривня, «що має містити 8,712 долі щирого золота; гривня ділиться на 100 шагів; 2 гривні відповідають одному карбованцеві емісії 1917 р.». З настанням радянського періоду в історії України, гроші у гривневому найменуванні зникли з обігу аж до середини 1990-х років. На початку 1920-х років, після розпуску УНР, Раднаркомом на землях Радянської України були запроваджені перші радянські карбованці (так звані «більшовицькі тисячки»).

### Сучасна Україна
Загалом вийшло дві серії 500-гривневих банкнот. Ідея випуску 500-гривневих банкнот обговорювалася ще на початку 1990-х років, тоді художник Василь Лопата пропонував зобразити на портрет короля Данила Галицького. Однак перша серія 500-гривневих банкнот з'явился лише 2006 року, на них зобразили Григорія Сковороду.
25 грудня 2015 року НБУ презентував другу серію 500-гривневих банкнот з удосконаленою системою захисту («віконна» захисна стрічка, оптично-змінний елемент SPARK). Вони потрапили в обіг 11 квітня 2016 року «з метою поліпшення організації готівкового обігу та в межах планового випуску на 2016 рік на заміну зношених, пошкоджених та вилучених з обігу». 
На сьогодні перша та друга серії 500-гривневих банкнот перебуватимуть в обігу одночасно. Станом на 2023 рік — 500-гривневі банкноти були наймасовішим номіналом в грошовому обігу України.

## Опис банкнот УНР
Протягом 1918 року в Берліні для УНР було видрукувано банкноти номіналом у 500 гривень. Дизайн банкноти розробив Георгій Нарбут у ньому він використав свою улюблену алегорію «Молода Україна» у вигляді опроміненої дівочої голівки у вінку (завдяки цій деталі купюра отримала гумористичну народну назву «горпинка»). Банкнота мала однолітерний семизначний номер й підписи Директора Державного банку і Скарбника.
|  |  | 185 × 120 | Червоний синій | Номінал, портрет жінки, тризуб, декоративні орнаменти | Номінал, тризуб, пояснювальні написи, декоративні орнаменти | 1918 | 1920 |

## Опис банкнот сучасної України

### Загальне оформлення
500-гривневі банкноти всіх поколіннь традиційно містять на аверсі графічний портрет Григорія Сковороди (1722—1794) — українського філософа-містика, богослова, поета і педагога; біля його портрету розтшований фонтану з написом «Неравное всѢмъ равенство» — ілюстрація до твору «Ознаки деяких спорідностей».
Реверс банкнот містить зображення староакадемічного корпусу Києво-Могилянської академії, заснованої 1632 року, поряд з яким розташовно печатку цього навчального закладу, що використовувалася у XVIII столітті. Ліворуч від зображення академії, на банкнотах третьої серії розташовувалася ілюстрація до твору «Піфагоровий трикутник» у вигляді трикутника з оком, вписаного в коло. Подібний дизайн у суспільстві сприймався з негативним підтекстом як символ масонів — «Всевидяче око». В результаті цього, цей символ вже не використовувався у четвертій серії банкнот.
Банкноти мали написи «Національний банк України» та «Україна» (крім третього покоління), позначку для людей з послабленим зором у вигляді трьох крапок. Крім підпису Голів Нацбанку України, банкноти першого покоління мали десятизначні номери, а всіх наступних поколіннь — дволітерні-семизначні номери. Вони друкуються на спеціальному білому папері, що має відтінок, який відповідає основному кольору банкноти.

### Елементи захисту
На сьогодні НБУ випускає банкноти, що мають сучасний дизайн та надійний захист від підроблення. Наявні елементи захисту на 500-гривневих банкнотах дозволяють гарантовано виявляти підроблені грошові знаки як при уважному візуальному та тактильному контролі без застосування спеціальних детекторів, так і за допомогою спеціального обладнання, що дозволяє перевіряти справжність банкнот в ультрафіолетовому та інфрачервоному діапазонах спектру.
| Елементи захисту             | Третє покоління | Четверте покоління | Пам'ятні (2021) | Пам'ятні (2021) |
| ---------------------------- | --------------- | ------------------ | --------------- | --------------- |
| Водяний знак                 | Так             | Так                | Так             | Так             |
| Захисна стрічка              | Так             | Так                | Так             | Так             |
| Рельєфні елементи            | Так             | Так                | Так             | Так             |
| Суміщений малюнок            | Так             | Так                | Так             | Так             |
| Райдужний друк               | Так             | Так                | Так             | Так             |
| Антисканерна сітка           | Так             | Так                | Так             | Так             |
| Кодоване латентне зображення | Так             | Так                | Так             | Так             |
| Мікротекст                   | Так             | Так                | Так             | Так             |
| Знак для сліпих              | Так             | Так                | Так             | Так             |
| Видимі захисні волокна       | Так             | Ні                 | Ні              | Ні              |
| Невидимі захисні волокна     | Так             | Так                | Так             | Так             |
| Флуоресцентний номер         | Так             | Так                | Так             | Так             |
| Магнітний номер              | Так             | Так                | Так             | Так             |
| Прихований номінал           | Так             | Так                | Так             | Так             |
| Флуоресцентний друк          | Так             | Так                | Так             | Так             |
| Високий друк                 | Так             | Так                | Так             | Так             |
| Орловський друк              | Так             | Так                | Так             | Так             |
| Оптично-змінний елемент      | Так             | Так                | Так             | Так             |
| «Віконна» захисна стрічка    | Ні              | Так                | Так             | Так             |
| Елемент SPARK                | Ні              | Так                | Так             | Так             |

| - Невидимі захисні зображення (аверс, 2006) - Невидимі захисні зображення (реверс, 2006) - Водяний знак (2019) - Захисна стрічка (2006) |

### Перелік стандартних випусків

#### Банкноти третього покоління
Банкноти цієї серії друкувалися у 2006, 2011, 2014 і 2015 роках Банкнотно-монетним двором НБУ. Вони мали: водяні знаки у вигляді портрету Григорія Сковороди та символу гривні поруч з ним; оптично-змінний елемент та кодоване латентне зображення у вигляді цифри «500» на аверсі поряд з портретом; вживлену в папір стрічку з написом «500 ГРН» та тризубом (була використана і у наступній серії) й суміщений малюнок.
Банкноти знаходяться в обігу з 2006 року. З 2024 року вони почали поступово вилучатися з обігу з метою їх заміни на оновлені грошові знаки.
| Перелік випусків 500-гривневих банкнот третього покоління | Перелік випусків 500-гривневих банкнот третього покоління | Перелік випусків 500-гривневих банкнот третього покоління | Перелік випусків 500-гривневих банкнот третього покоління | Перелік випусків 500-гривневих банкнот третього покоління | Перелік випусків 500-гривневих банкнот третього покоління | Перелік випусків 500-гривневих банкнот третього покоління | Перелік випусків 500-гривневих банкнот третього покоління | Перелік випусків 500-гривневих банкнот третього покоління | Перелік випусків 500-гривневих банкнот третього покоління | Перелік випусків 500-гривневих банкнот третього покоління |
| Зображення                                                | Зображення                                                | Підпис                                                    | Розміри (мм)                                              | Основний колір                                            | Опис                                                      | Опис                                                      | Дата                                                      | Дата                                                      | Дата                                                      | Дата                                                      |
| Аверс                                                     | Реверс                                                    | Підпис                                                    | Розміри (мм)                                              | Основний колір                                            | Аверс                                                     | Реверс                                                    | першого друку                                             | випуску                                                   | початку вилучення                                         | статус                                                    |
| --------------------------------------------------------- | --------------------------------------------------------- | --------------------------------------------------------- | --------------------------------------------------------- | --------------------------------------------------------- | --------------------------------------------------------- | --------------------------------------------------------- | --------------------------------------------------------- | --------------------------------------------------------- | --------------------------------------------------------- | --------------------------------------------------------- |
|                                                           |                                                           | Володимир Стельмах                                        | 154 × 75                                                  | Бежевий                                                   | Григорій Сковорода                                        | Києво-Могилянська академія                                | 2006                                                      | 15 вересня 2006                                           | 1 серпня 2024                                             | В обігу                                                   |
|                                                           |                                                           | Сергій Арбузов                                            | 154 × 75                                                  | Бежевий                                                   | Григорій Сковорода                                        | Києво-Могилянська академія                                | 2011                                                      | 1 грудня 2011                                             | 1 серпня 2024                                             | В обігу                                                   |
|                                                           |                                                           | Сергій Кубів                                              | 154 × 75                                                  | Бежевий                                                   | Григорій Сковорода                                        | Києво-Могилянська академія                                | 2014                                                      | 1 вересня 2014                                            | 1 серпня 2024                                             | В обігу                                                   |
|                                                           |                                                           | Валерія Гонтарева                                         | 154 × 75                                                  | Бежевий                                                   | Григорій Сковорода                                        | Києво-Могилянська академія                                | 2015                                                      | 1 листопада 2015                                          | 1 серпня 2024                                             | В обігу                                                   |

#### Банкноти четвертого покоління
Банкноти цієї серії надруковано у 2015, 2018, 2021 і 2023 роках. Нововведенням серії стала поява таких елементів захисту, як: SPARK-елемент (оптично-змінне зображення, що має кінетичний ефект; при зміні кута нахилу банкноти на ділянках зображення спостерігаються поступові переходи від одного кольору до іншого) у вигляді розгорнутої книги з пером та літерою «А»; та «віконна» захисна стрічка (частково введена в товщу паперу захисна стрічка з яскраво вираженим кінетичним ефектом; при зміні кута нахилу банкноти змінюється напрямок руху фонового зображення стрічки), стрічка містить цифри «500» та символ української гривні, вона виходить з товщі паперу три рази.
2024 року НБУ розпочав випуск модифікованих банкнот гривні четвертого покоління, доповнивши їх дизайн гаслом «СЛАВА УКРАЇНІ! ГЕРОЯМ СЛАВА!». Поступово модифіковані банкноти гривні замінюватимуть в обігу банкноти зразків 2014—2019 років, які мають ознаки зношення.
| Перелік випусків 500-гривневих банкнот четвертого покоління                 | Перелік випусків 500-гривневих банкнот четвертого покоління | Перелік випусків 500-гривневих банкнот четвертого покоління | Перелік випусків 500-гривневих банкнот четвертого покоління | Перелік випусків 500-гривневих банкнот четвертого покоління | Перелік випусків 500-гривневих банкнот четвертого покоління | Перелік випусків 500-гривневих банкнот четвертого покоління      | Перелік випусків 500-гривневих банкнот четвертого покоління | Перелік випусків 500-гривневих банкнот четвертого покоління | Перелік випусків 500-гривневих банкнот четвертого покоління | Перелік випусків 500-гривневих банкнот четвертого покоління |
| Зображення                                                                  | Зображення                                                  | Підпис                                                      | Розміри (мм)                                                | Основний колір                                              | Опис                                                        | Опис                                                             | Дата                                                        | Дата                                                        | Дата                                                        | Дата                                                        |
| Аверс                                                                       | Реверс                                                      | Підпис                                                      | Розміри (мм)                                                | Основний колір                                              | Аверс                                                       | Реверс                                                           | першого друку                                               | випуску                                                     | статус                                                      |                                                             |
| --------------------------------------------------------------------------- | ----------------------------------------------------------- | ----------------------------------------------------------- | ----------------------------------------------------------- | ----------------------------------------------------------- | ----------------------------------------------------------- | ---------------------------------------------------------------- | ----------------------------------------------------------- | ----------------------------------------------------------- | ----------------------------------------------------------- | ----------------------------------------------------------- |
|                                                                             |                                                             | Валерія Гонтарева                                           | 154 × 75                                                    | Бежевий                                                     | Григорій Сковорода                                          | Києво-Могилянська академія                                       | 2015                                                        | 11 квітня 2016                                              | В обігу                                                     |                                                             |
|                                                                             |                                                             | Яків Смолій                                                 | 154 × 75                                                    | Бежевий                                                     | Григорій Сковорода                                          | Києво-Могилянська академія                                       | 2018                                                        | 22 лютого 2019                                              | В обігу                                                     |                                                             |
|                                                                             |                                                             | Кирило Шевченко                                             | 154 × 75                                                    | Бежевий                                                     | Григорій Сковорода                                          | Києво-Могилянська академія                                       | 2021                                                        | 23 березня 2021                                             | В обігу                                                     |                                                             |
|                                                                             |                                                             | Андрій Пишний                                               | 154 × 75                                                    | Бежевий                                                     | Григорій Сковорода                                          | Києво-Могилянська академія                                       | 2023                                                        | 25 квітня 2023                                              | В обігу                                                     |                                                             |
| Перелік випусків 500-гривневих банкнот четвертого покоління (модифікованих) |                                                             |                                                             |                                                             |                                                             |                                                             |                                                                  |                                                             |                                                             |                                                             |                                                             |
|                                                                             |                                                             | Андрій Пишний                                               | 154 × 75                                                    | Бежевий                                                     | Григорій Сковорода                                          | Києво-Могилянська академія, гасло «СЛАВА УКРАЇНІ! ГЕРОЯМ СЛАВА!» | 2024                                                        | 8 серпня 2024                                               | В обігу                                                     |                                                             |

### Перелік пам'ятних випусків
Пам'ятні банкноти є законними платіжними засобами нарівні із зразками звичайних випусків.

#### Пам'ятна банкнота «30-річчя Незалежності»
20 серпня 2021 року введена в обіг пам'ятна 500-гривнева банкнота четвертого покоління, присячена «30-річчю Незалежності України». Від банкнот звичайного випуску вона відрізнялася нанесенням на реверсі трафаретним друком спеціальною оптично-змінною фарбою офіційної символіки (айдентики) напису: «30 років Незалежності України». Вийшло 30 тисяч штук банкноти, вона має серії ЯА з номерами 0000001-0030000.
| Пам'ятна 500-гривнева банкнота четвертого покоління 2021 року | Пам'ятна 500-гривнева банкнота четвертого покоління 2021 року | Пам'ятна 500-гривнева банкнота четвертого покоління 2021 року | Пам'ятна 500-гривнева банкнота четвертого покоління 2021 року | Пам'ятна 500-гривнева банкнота четвертого покоління 2021 року | Пам'ятна 500-гривнева банкнота четвертого покоління 2021 року | Пам'ятна 500-гривнева банкнота четвертого покоління 2021 року | Пам'ятна 500-гривнева банкнота четвертого покоління 2021 року | Пам'ятна 500-гривнева банкнота четвертого покоління 2021 року | Пам'ятна 500-гривнева банкнота четвертого покоління 2021 року |
| Зображення                                                    | Зображення                                                    | Підпис                                                        | Розміри (мм)                                                  | Основний колір                                                | Опис                                                          | Опис                                                          | Дата                                                          | Дата                                                          |                                                               |
| Аверс                                                         | Реверс                                                        | Підпис                                                        | Розміри (мм)                                                  | Основний колір                                                | Аверс                                                         | Реверс                                                        | першого друку                                                 | випуску                                                       |                                                               |
| ------------------------------------------------------------- | ------------------------------------------------------------- | ------------------------------------------------------------- | ------------------------------------------------------------- | ------------------------------------------------------------- | ------------------------------------------------------------- | ------------------------------------------------------------- | ------------------------------------------------------------- | ------------------------------------------------------------- | ------------------------------------------------------------- |
|                                                               |                                                               | Кирило Шевченко                                               | 154 × 75                                                      | Бежевий                                                       | Григорій Сковорода                                            | Києво-Могилянська академія                                    | 2021                                                          | 20 серпня 2021                                                |                                                               |

#### Пам'ятна банкнота «300-річчя народження Сковороди»
20 серпня 2021 року введена в обіг пам'ятна 500-гривнева банкнота четвертого покоління, присячена 300-річчю з дня народження Григорія Сковороди. Від банкнот звичайного випуску вона відрізнялася нанесенням на реверсі трафаретним друком спеціальною оптично-змінною фарбою офіційної символіки (айдентики) напису: «300 CВІТ СКОВОРОДИ». Вийшло 50 тисяч штук банкноти, вона має серії ГС з номерами 0000001–0050000.
| Пам'ятна 500-гривнева банкнота четвертого покоління 2021 року | Пам'ятна 500-гривнева банкнота четвертого покоління 2021 року | Пам'ятна 500-гривнева банкнота четвертого покоління 2021 року | Пам'ятна 500-гривнева банкнота четвертого покоління 2021 року | Пам'ятна 500-гривнева банкнота четвертого покоління 2021 року | Пам'ятна 500-гривнева банкнота четвертого покоління 2021 року | Пам'ятна 500-гривнева банкнота четвертого покоління 2021 року | Пам'ятна 500-гривнева банкнота четвертого покоління 2021 року | Пам'ятна 500-гривнева банкнота четвертого покоління 2021 року | Пам'ятна 500-гривнева банкнота четвертого покоління 2021 року |
| Зображення                                                    | Зображення                                                    | Підпис                                                        | Розміри (мм)                                                  | Основний колір                                                | Опис                                                          | Опис                                                          | Дата                                                          | Дата                                                          |                                                               |
| Аверс                                                         | Реверс                                                        | Підпис                                                        | Розміри (мм)                                                  | Основний колір                                                | Аверс                                                         | Реверс                                                        | першого друку                                                 | випуску                                                       |                                                               |
| ------------------------------------------------------------- | ------------------------------------------------------------- | ------------------------------------------------------------- | ------------------------------------------------------------- | ------------------------------------------------------------- | ------------------------------------------------------------- | ------------------------------------------------------------- | ------------------------------------------------------------- | ------------------------------------------------------------- | ------------------------------------------------------------- |
|                                                               |                                                               | Кирило Шевченко                                               | 154 × 75                                                      | Бежевий                                                       | Григорій Сковорода                                            | Києво-Могилянська академія                                    | 2021                                                          | 29 грудня 2022                                                |                                                               |

## Кількість банкнот в обігу
Станом на 1 квітня 2024 року в обігу в Україні перебувало 764,4 млн штук банкнот номіналом 500 гривень, що становить 28,3% від загальної кількості банкнот усіх номіналів..

## Пам'ятні та ювілейні монети
З 1997 року НБУ випускає срібні та золоті пам'ятні та ювілейні 500-гривневі монети. Вони карбуються у якості пруф. Першою такою монетою стала — «Оранта».
| Назва                                             | Тираж | Дата випуску   | Аверс | Реверс |
| ------------------------------------------------- | ----- | -------------- | ----- | ------ |
| Оранта                                            | 1000  | 28 липня 1997  |       |        |
| Фінальний турнір чемпіонату Європи з футболу 2012 | 500   | 16 грудня 2011 |       |        |